# Приєднання Бессарабії та Північної Буковини до СРСР

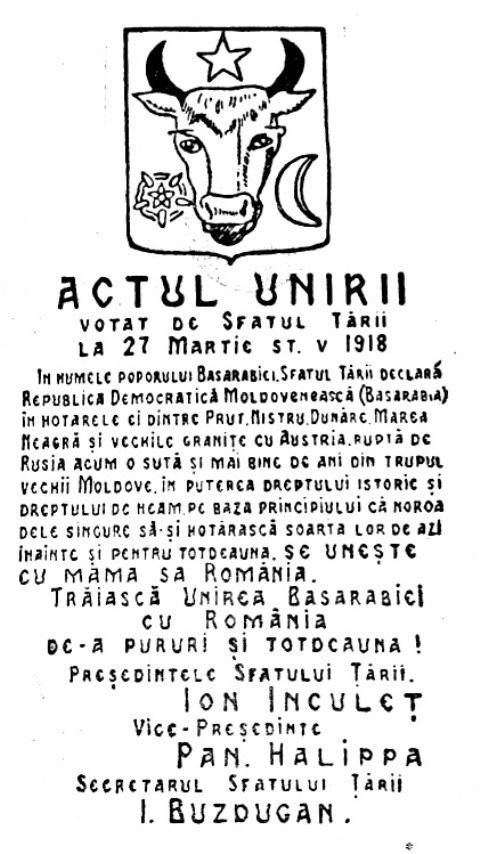
«Акт об'єднання» Бессарабії з Румунією, прийнятий Сфатул Церій 27 березня (за старим стилем) 1918 року

Приєднання Бессарабії та Північної Буковини до СРСР, також Радянська окупація Бессарабії та Північної Буковини (рос. Прутский поход 1940, рум. Ocupația sovietică a Basarabiei și Bucovinei de Nord) (28 червня — 3 липня 1940) — військова операція, проведена Червоною армією з метою примусової передачі Румунією Бессарабії та Північної Буковини до складу СРСР. Радянською стороною планувалося як повномасштабне військове вторгнення до Румунії, але, за кілька годин до початку операції, король Румунії Кароль II прийняв ультимативну ноту радянської сторони й погодився передати Бессарабію та Північну Буковину СРСР.
Військова операція з окупації території військами Червоної армії тривала 6 днів, в результаті була захоплена територія Бессарабії (44 000 км² з населенням 3,2 млн осіб), Північної Буковини (6 000 км 2 з населенням 500 000 осіб) та регіон Герца (304 км² з населенням 25 000 осіб).
Проведення даної операції радянськими військами було заплановано як наслідок підписання таємної угоди між урядами Радянського Союзу та Третього Рейху, так званого пакту Молотова — Ріббентропа, її здійснення стало можливим лише після краху Франції у війні з Німеччиною, коли стала очевидною ілюзорність англо-французьких обіцянок Румунії з підтримки її територіальної цілісності.
Радянський Союз планував проведення повномасштабного вторгнення, але румунський уряд, проаналізувавши стан справ, був змушений погодитися з ультиматумом радянської сторони й виконати всі вимоги.
2 серпня 1940 року на більшій частині захоплених земель (за винятком Буковини та Південної Бессарабії) була створена Молдавська Радянська Соціалістична Республіка, попередник сучасної Республіки Молдова.

## Історичні передумови

### Радянсько-румунські взаємини

#### Анексія Бессарабії королівською Румунією
Дипломатичні відносини Радянського Союзу з Румунією, єдиною балканською країною, що мала спільний кордон з СРСР, були затьмарені наявністю невирішеного Бессарабського питання, яке виникло в 1918 році, коли Румунія в умовах розпаду Російської та Австро-Угорської імперій анексувала територію Бессарабії та Буковини.
Ще на початку січня 1918 року Румунія на запрошення Сфатул Церій — парламенту Молдовської Демократичної Республіки — увела в Бессарабію війська «для боротьби з анархією, охорони продовольчих складів, залізниць». 23 січня 1918 року Сфатул Церій проголосив незалежність від Російської республіки, а 27 березня проголосував за приєднання Бессарабії до Румунії.
Ні РРФСР, ні УРСР, ні пізніше СРСР не визнавали цю румунську акцію. 1 травня 1919 за часів Громадянської війні в Росії, радянські уряди Росії та України поставили ультиматум Румунії, вимагаючи вивести її війська з території Бессарабії, та наступного дня Голова Ради Народних Комісарів УСРР Християн Раковський пред'явив претензію на вивід румунських військ із території Буковини також. Спільними планами передбачалося провести військову операцію з метою повернення цих регіонів силоміць, проте події в Україні завадили втіленню цього плану в життя.
Згодом, Румунії так і не вдалося добитися визнання де-юре приєднання Бессарабії з боку великих держав, які, як правило, обмежувалися визнанням цієї події де-факто. Була навіть спроба визнати легітимність анексії з боку переможців Першої світової війни — Великої Британії, Франції, Італії та Японії — шляхом підписання Паризького договору, або так званої «Бессарабської угоди» від 28 жовтня 1920 року. Проте в силу угода так і не вступила через відмову уряду Японії її ратифікувати.
Бессарабське питання, яке перетворилося на ключову проблему радянсько-румунських взаємин у період між світовими війнами, водночас постало і територіальним, і національним питаннями. У першому випадку, це було суперечливе через правомірність анексії Румунською державою колишньої Бессарабської губернії Російської імперії. У національному контексті можна виділити два головних аспекти: по-перше, становище нероманомовного населення Бессарабії (українців, що становили 19,6 % населення, євреїв — 11,8 %, росіян — 8 %, болгар — 5,3 %, німців — 3,1 %, гагаузів — 2,9 %), яке в сукупності становило 53 % від загальної чисельності мешканців краю і страждало від політики румунізації; по-друге, проблема існування відмінної від румунів молдовської народності і її право на самовизначення в рамках автономії або незалежної держави.
Не сприймаючи політику румунізації серед місцевого населення Бессарабії, бессарабці відреагували на це хвилею повстань проти румунського режиму (Хотинське, Бендерське, Татарбунарське), які були жорстоко придушені, і безліччю страйків, мітингів і демонстрацій протесту.
У 1938 році Бессарабія була офіційно ліквідована як окрема адміністративна одиниця. Бєльцкий і Сорокський жудеци ввійшли до складу Прутського цинута, Ізмаїльський і Кагульський, — до складу Нижньодунайського цинута, Хотинський — Сучавського, а з решти був утворений Дністровський цинут. Адміністративний апарат Бессарабії, що складався в основному з приїжджих з Румунії, відрізнявся жорстокістю і зловживаннями щодо місцевого населення. Про це свідчить, наприклад, звіт парламентської слідчої підкомісії з розслідування, проведеного в Бєльцькому жудеце в 1920—1921.
Румунія, постійно остерігаючись збройного вторгнення на свою територію з боку Радянської Росії й відторгнення захопленої Бессарабії, не квапилася з розвитком краю, через що румунські підприємці відмовлялися вкладати гроші в економіку регіону, вважаючи, що там ось-ось може встановитися радянська влада. У результаті, з 1919 по 1937 доля Бессарабії в промисловому виробництві Румунії різко скоротилася на цензових підприємствах за всіма показниками, зокрема за капітальними вкладеннями — з 6 до 1,6 %, за вартістю продукції — з 4 до 2,3 %.
До 1937 року виробничі потужності підприємств харчової, деревообробної, текстильної, будівельної і хімічної промисловості використовувалися лише на 12,5-16,9 %, металообробної — на 5,4 %, шкіряно-хутряної — на 0,2 %. Багато підприємств не працювали, а їхнє устаткування вивозилося за Прут. Так, наприклад, були вивезені до Румунії залізничні майстерні Бендер, Бессарабки, Флорешт, текстильна й трикотажна фабрики, один із кишинівських заводів. Розорення дрібних власників призвело до збільшення сільськогосподарських робітників, число яких в 1930 році склало понад 18 тис. осіб. Багато хто виїжджав на заробітки до інших регіонів Румунії та за кордон.
Таким чином, зайняття румунськими військами Бессарабії в січні 1918 поклало початок двадцятидворічному радянсько-румунському антагонізму, а всі спроби розв'язання Бессарабського питання дипломатичними шляхами успіху не мали.

#### Пошуки виходу із глухого кута
Складнощі в стосунках з Радянською Росією змусили Румунію в 1921 році підписати з Польщею оборонний союз проти Москви. Зі свого боку СРСР неодноразово наполягав на поверненні окупованих територій, а при відновленні дипломатичних відносин поставив за умову, що не визнає Бессарабію частиною Румунії. Більше цього, щоб показати непорушність позиції «Рад» не лише в Бессарабському питанні, але й в усіх інших територіальних претензіях СРСР до своїх лімітрофів, Г. В. Чичерін, у своєму листі від 16 травня 1924 року повноважному представникові СРСР у Туреччині Я. З. Суріцу, писав:
«Всі ті, у чиїх руках перебувають шматочки колишньої російської території, пройняті великим страхом, що ми захочемо ці шматочки відняти»

Велика Румунія. 1918 — 1940

Етнічний розподіл Румунії. 1930

12 жовтня 1924 року, після розгрому Татарбунарського повстання, яке очолювали комуністи, за ініціативою Котовського, була створена Молдавська АРСР у складі Української Радянської Соціалістичної Республіки, як «плацдарм» для повернення Бессарабії й створення надалі Молдавської Радянської Соціалістичної Республіки.
Оскільки антагонізм із цього питання з СРСР став непереборним, Румунія вжила певних заходів, прагнучи закріпити за собою Бессарабію, уклавши численні договори про взаємодопомогу із сусідніми державами. Так, вона уклала союзи з Малою Антантою і Польщею, оскільки СРСР і до них мав територіальні та інші претензії.
27 серпня 1928 року Румунія достроково приєдналася до протоколу Літвінова, за яким у дію вводився Пакт Бріана — Келлоґа про неможливість силового втручання СРСР у бессарабське питання.
М. М. Літвінов, підписуючи 3 липня 1933 року «Конвенцію про визначення агресії» зі своїми лімітрофами, у приватній розмові сказав Тітулеску:
«Я знаю, що, підписуючи цю угоду, я подарував вам Бессарабію».
Румунській владі ці дії додали впевненості в тому, що Бессарабія — румунська територія.
У 1935 році румунське керівництво вжило заходів щодо підготовки двостороннього договору про взаємодопомогу, який де-факто визнавав міждержавний кордон по Дністру. 21 липня 1936 Максим Літвінов та Николає Тітулеску, голови департаментів закордонних справ країн, підписали навіть чорновий варіант договору, який повинен був бути затвердженим у вересні того ж року. Але під тиском критики з боку агресивно налаштованих представників румунської еліти, Тітулеску був вимушений піти у відставку. Договір був анульований і не набрав чинності.
Здебільшого, позиція Румунії в бессарабській територіальній суперечці в 20-х — початку 30-х років зводилася до відмови визнати існування проблеми, яка не мала шансів бути вирішеною в рамках Версальської системи, що усвідомлював і Радянський Союз. Більше того, МЗС Румунії забороняло своїм дипломатам навіть у приватних розмовах із радянською стороною торкатися теми Бессарабії, не кажучи вже про обговорення цього питання на офіційних зустрічах.
Таким чином, розв'язання бессарабського питання зайшло в глухий кут. Сторони зрозуміли, що єдиною можливістю розвивати міждержавні добросусідські стосунки буде ігнорування проблеми. На цій позиції в 1930-х роках відбувається деяке зближення двох країн, що в результаті призвело до встановлення дипломатичних відносин 9 червня 1934 року.

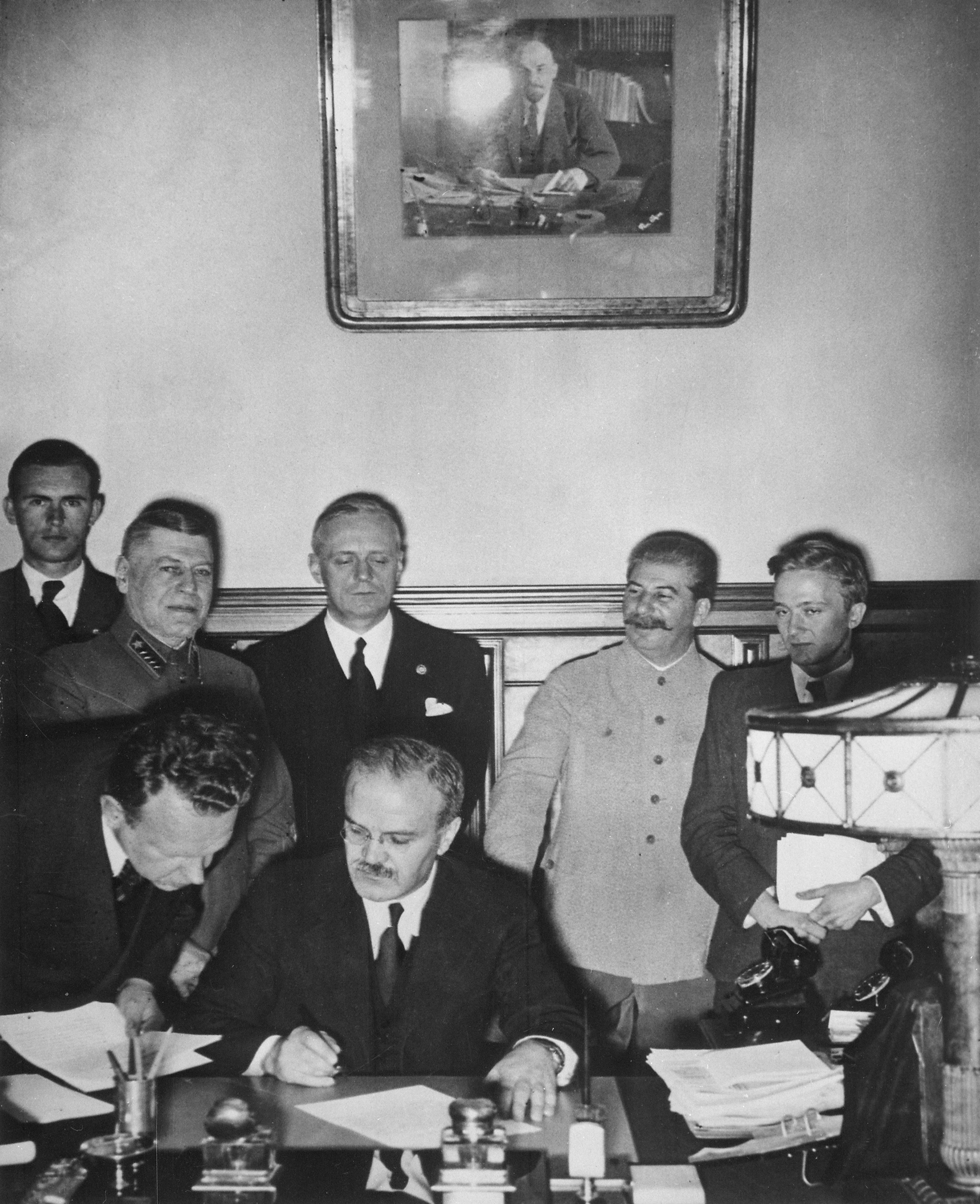
Підписання пакту про ненапад 23 серпня 1939 року.
Зліва направо: На другому плані: Рихард Шульце (ад'ютант Ріббентропа), Борис Шапошніков (Начальник Генерального штабу РСЧА), Йоахім фон Ріббентроп, Йосип Сталін, Володимир Павлов (радянський перекладач);
на першому плані: Ґустав Хілґер (німецький перекладач) та В'ячеслав Молотов

### Пакт Молотова— Ріббентропа
Зі зростанням протиріч між Великою Британією і Французькою республікою, з одного боку, та Німеччиною і Королівством Італія з іншого, Румунське королівство, як і більшість малих країн Європи, почала проводити політику балансування між ними. 23 березня 1939 року було підписано румуно-німецьку економічну угоду, що розширила німецьку економічну присутність у Королівстві Румунія. Зі свого боку, прагнучи втримати Румунське королівство від зближення з Німеччиною, Велика Британія й Французька республіка 13 квітня 1939 року надали їй гарантії незалежності.
23 серпня 1939 року був підписаний пакт Молотова — Ріббентропа, який мав «секретний додатковий протокол» про розмежування «сфер впливу» в Східній і Південно-Східній Європі. Відповідно до угоди передбачалося, що в разі війни Німеччини з Польською республікою німецькі війська можуть просуватися лише до так званої «лінії Керзона». Решта території Польщі, а також Фінляндія, Естонія, Латвія і Бессарабія визнавалися «сферою впливу» СРСР та подальша їхня доля буде вирішена «в порядку дружньої обопільної згоди».
Договір був ратифікований Верховною Радою СРСР через тиждень після його підписання, причому від депутатів було приховано наявність «секретного додаткового протоколу».
Початок війни в Європі, успіхи Німеччини в Польщі і пасивність Великої Британії й Французької республіки лише підсилили прагнення Румунії дистанціюватися від них, і 8 вересня 1939 року вона оголосила про свій нейтралітет.

### Політична ситуація навколо Бессарабії. Весна—літо 1940 року
29 березня 1940 року В. М. Молотов на сесії Верховної Ради СРСР заявив, що «у нас немає пакту про ненапад з Румунією. Це пояснюється наявністю невирішеного спірного питання про Бессарабію, захоплення якої Румунією Радянський Союз ніколи не визнавав, хоча й ніколи не ставив питання про повернення Бессарабії збройним шляхом».
Ця заява викликала в Румунії певне занепокоєння. Вже 30 березня румунський прем'єр-міністр Г. Татареску повідомив Німеччину про необхідність подальшого переозброєння румунської армії й просив вплинути на Москву, щоб вона не претендувала на Бессарабію, на що отримав відповідь, що стосунки Берліна з Румунією залежатимуть від виконання нею своїх економічних зобов'язань перед Третім Рейхом.
З початком військової кампанії на півночі Європи та враховуючи блискавичну перемогу військ Вермахту, румунський король Кароль II висловив 15 квітня 1940 року думку, що Румунського королівства повинне приєднатися до «політичної лінії Німеччини», і запропонував на переговорах у Берліні керуватися цими намірами. 19 квітня Коронна рада Румунії висловилася проти добровільної поступки Бессарабії СРСР, воліючи піти на військовий конфлікт, ніж віддати захоплене.
Розуміючи, що без підтримки з боку сильного союзника війна проти Радянського Союзу просто неможлива, румунське керівництво розпочало наполегливо пропонувати Німеччині співпрацю в будь-якій галузі за її бажанням. На нові румунські запити про дії Німеччини у випадку «агресії радянської Росії», 1 червня 1940 року отримано відповідь, що проблема Бессарабії Німеччину не цікавить — це справа самої Румунії. Знервована румунська сторона того ж дня запропонувала СРСР розширити товарообіг, але Радянський Союз не підтримав цю пропозицію.
23 червня 1940 року Молотов повідомив Шуленбургу про рішення радянського уряду стосовно Бессарабського питання.

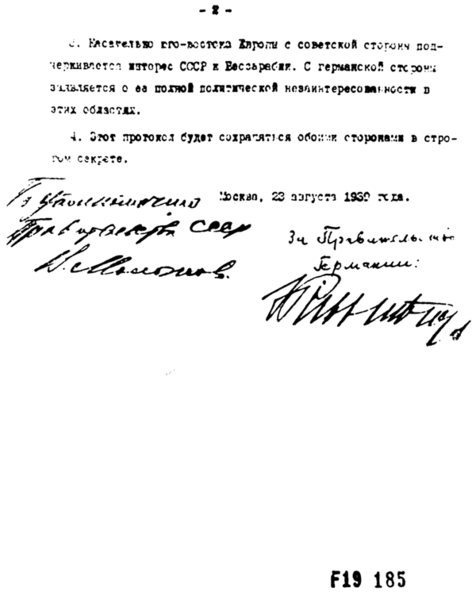
Остання сторінка «секретного додаткового протоколу» (російською мовою) про подальшу долю Бессарабії

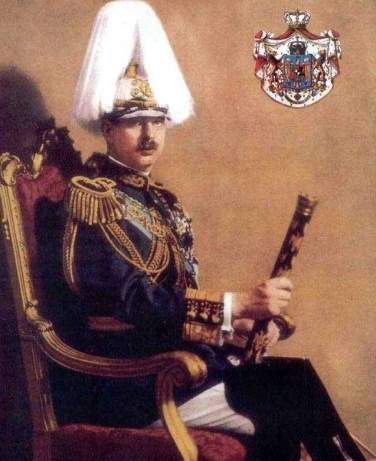
Румунський король — Кароль II

«Радянський Союз хотів би вирішити питання мирним шляхом, але Румунія не відповіла» на радянську заяву від 29 березня 1940 р. Тепер радянський уряд «хоче знов поставити це питання перед Румунією найближчим часом. Буковина, як область, яка населена українцями, теж включається до розгляду Бессарабського питання. Румунія вчинить розумно, якщо віддасть Бессарабію й Буковину мирним шляхом… Зі свого боку СРСР забезпечить охорону економічних інтересів Німеччини в Румунії.
У відповідь, 24 червня, Німеччина задекларувала свою політичну незацікавленість у Бессарабії та зажадала лише взамін задовольнити такі побажання:
1. Не переходити в Бессарабії територію по лінії р. Прут і нижньої течії Дунаю, щоб не створювати небезпеку німецьким інтересам у районах нафтовидобування.
2. Обіцяти дотримувати права й інтереси громадян рейху.
3. Обіцяти забезпечити охорону інтересів фольксдойче у спосіб, що його буде затверджено пізніше.
4. У випадку військового зіткнення не бомбити райони нафтовидобування»[19].

О 21.00 25 червня Шуленбург повідомив Молотову, що Берлін визнає право Радянського Союзу на Бессарабію й своєчасність піднятого питання перед Румунією, проте, у той же час звернув увагу на нез'ясованість вимоги щодо Буковини, заявив, що це стало для нього несподіваним, і підкреслив, що без постановки цього питання значно полегшилося б мирне вирішення питання з Бессарабією. На запитання про Буковину Молотов відповів, що вона «є останньою частиною єдиної України, якої бракувало, до того ж вимоги СРСР обмежуються лише північною частиною Буковини з містом Чернівці»
Коли Шуленбург зазначив, що це питання можна вирішити набагато легше, якщо СРСР поверне Румунії золотий запас румунського Національного банку, вивезений до Москви в грудні 1916 року. Молотов відповів, що про це не йдеться, оскільки Румунія достатньо довго експлуатувала Бессарабію.
Отримавши дані про зосередження Червоної Армії вздовж Дністра, міністр закордонних справ Румунії Г. Татареску заявив, що «румунський уряд і король сповнені рішучості скоріше вступити у війну, ніж просто поступитися», якщо СРСР зажадає окупувати Бессарабію.
Але в Румунії ще не знали, що доля Бессарабії вже практично вирішена.
О 22.00 26 червня 1940 року Молотов вручив румунському посланцеві Г. Давідеску ноту радянського уряду, в якій було висловлено таке:
1. «Повернути Бессарабію Радянському Союзу.»
2. «Передати Радянському Союзу північну частину Буковини в межах визначених на карті, що додається».

Відповідь румунського уряду очікувалася протягом 27 червня.
На спробу румунського посланця заперечити наведену в ноті аргументацію посиланнями на історію Бессарабії і подій 1918 року, Молотов зазначив, що вони «не відповідають ані історичному розвитку, ані реальній ситуації». Так само не вдалася спроба продовжити термін відповіді з Бухареста, оскільки, Молотов категорично наполягав на тому, що радянський уряд вже «чекав 22 роки» і тому «сподівається, що відповідь буде надано без зволікань, і якщо вона буде позитивною, то питання буде вирішено мирним шляхом».
Отримавши радянську ноту, румунський уряд звернувся за підтримкою до Королівства Італія, Німеччини і союзників по Балканській Антанті. Своєю чергою, уряд Німеччини запропонував, щоб уникнути війни між країнами, погодитися з вимогами СРСР та поступитися визначеними регіонами. Італійська сторона разом із Німеччиною висловила готовність «порадити Румунії прийняти радянські пропозиції». До того ж Німеччина дала зрозуміти, що зміна кордону матиме тимчасовий характер, і вказані території знов увійдуть до складу Румунії.
Загнана в глухий кут румунська влада до останнього намагалась виграти час та затягти процес переговорів, водночас уже з ранку 27 червня 1940 року в Королівстві Румунія оголошено мобілізацію.
Вночі 28 червня у ході швидкоплинних переговорів румунський представник заявив про готовність Румунського королівства піти назустріч радянським вимогам та обговорити це, проте Молотов в ультимативній формі від імені радянського уряду зажадав:
1. Протягом 4-х днів, починаючи з 14 години за московським часом 28 червня, румунським військам звільнити територію Бессарабії й північної частини Буковини.
2. Радянським військам за цей же період зайняти територію Бессарабії й північної частини Буковини.
3. Протягом 28 червня радянським військам зайняти пункти: Чернівці, Кишинів, Аккерман.
4. Королівському уряду Румунії взяти на себе відповідальність за збереження й недопущення псування залізниць, паровозного й вагонного парку, мостів, складів, аеродромів, промислових підприємств, електростанцій, телеграфу.
5. Призначити комісію із представників «сторін» для врегулювання спірних питань з евакуації румунських військ і установ".

Відповідь Румунії повинна була надійти до Москви не пізніше 12.00 28 червня.
Пізно ввечері 28 червня коронна рада Румунії, реально оцінивши стан держави в цих обставинах та ставлення союзників до виконання своїх обіцянок, 21 голосами «за», при 6 «проти» та одному, що утримався, вирішила поступитися вимогам Радянського Союзу.
У ніч на 28 червня війська СРСР були готові до наступу, завершивши підготовку до операції на три дні пізніше встановленого строку.

## Бессарабський похід

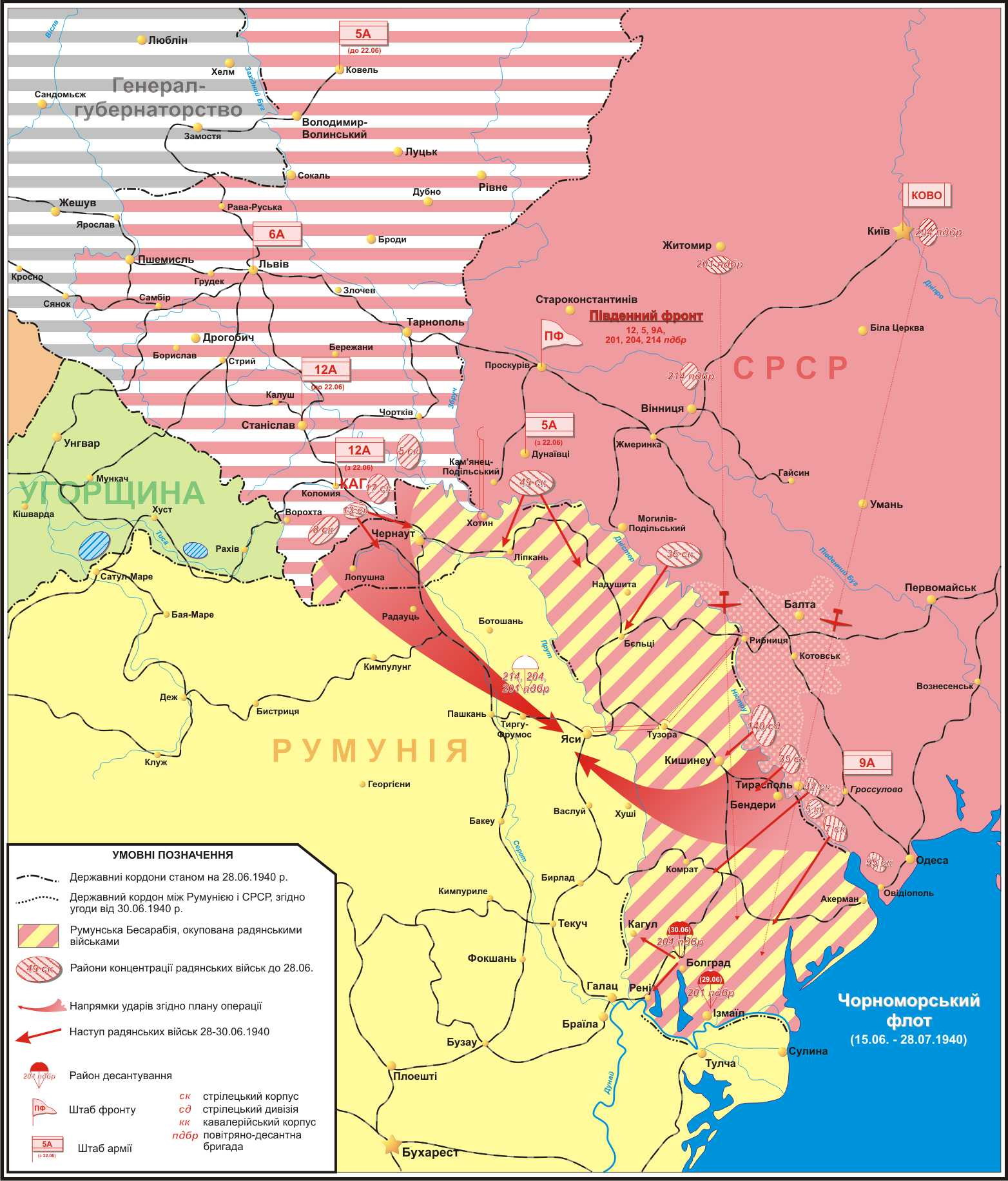
Оперативний план Бессарабсько-Буковинського походу РСЧА в 1940 році

### Підготовка до проведення військової операції
Із квітня 1940 розпочалося перекидання частин Червоної армії з фінського фронту до місць постійної дислокації. За рахунок цього відбувалося посилення Київського особливого (КОВО), Одеського (ОдВО) і Закавказького військових округів (ЗакВО). Поширювання війни в Західній Європі в травні-червні 1940 дозволило СРСР цілеспрямовано активізувати свою політику відносно Прибалтики і Румунії.
Безпосередні радянські приготування до розв'язання Бессарабського питання військовим шляхом розпочалися 9 червня 1940, коли Військові ради КОВО і ОДВО отримали директиви наркома оборони ОУ/583 і ОУ/584 відповідно, згідно з якими їм було визначено завдання привести війська в стан бойової готовності за штатами мирного часу без підйому приписного складу, зосередити їх на кордоні з Румунією і підготувати операцію з повернення Бессарабії.
Для керівництва операцією на базі управління КОВО було створено управління Південного фронту (командувач — генерал армії Г. Жуков, член Військової Ради — корпусний комісар В. Борисов, начальник штабу — генерал-лейтенант М. Ватутін), що включав 5-ту (командувач на час операції — генерал-лейтенант В. Герасименко), 12-ту (командувач — генерал-майор П. Парусинов) армії КОВО і 9-ту армію (командувач — генерал-лейтенант І. В. Болдін), що формувалася з військ ОДВО.
13 червня з 13.20 до 14.30 годин у Кремлі відбулася нарада вищого воєнно-політичного керівництва СРСР на якій йшла розмова про підготовку операції проти Румунії. Зокрема, було розв'язане питання про створення оперативного об'єднання Чорноморського флоту на річці Дунай — Дунайської флотилії, яке почалося чотири дні опісля.
17 червня штаб Південного фронту розробив план операції, який був 22 червня представлений на затвердження наркомові оборони маршалові Радянського Союзу С. Тимошенко. 19 червня в Проскурові були проведені спеціальні заняття з Військовими радами армій і командирами корпусів із метою ознайомити їх із задумом та планом операції.
22-23 червня Військові ради армій відпрацювали на місцевості з командирами корпусів і дивізій порядок зайняття вихідного положення, організацію майбутнього наступу, питання взаємодії родів військ, організації управління, зв'язку, всебічного забезпечення та ймовірних дій на найближчий етап операції.
Для виконання завдання було розроблено два варіанти операції. Спочатку оперативний план передбачав ситуацію, коли Румунське королівство не піде на мирне врегулювання територіального питання й буде потрібно ведення повномасштабних бойових дій. На цей випадок передбачалося завдання ударів, що охоплювали, військами 12-ї армії з району північніше Черновіц уздовж річки Прут на Ясси і 9-ї армії з району Тирасполя на південь від Кишинева на Хуші, з метою оточення румунських військ у районі Бєльці — Ясси.
Для завершення оточення і дезорганізації тилів противника передбачалося у взаємодії з ВПС і кінно-механізованою групою (КМГ) застосувати 201-шу, 204-ту і 214-ту повітрянодесантні бригади, зі складу яких передбачалося висадити 2 040 осіб у районі Тиргу-Фрумос. Десантуванню з 120 літаків ТБ-3 під прикриттям 300 винищувачів повинен був передувати авіаудар по аеродромах і військах противника.
Завдання з боротьби з румунським флотом отримав приведений 15 червня в стан бойової готовності Чорноморський флот.
Пізніше був розроблений другий варіант оперативного плану операції, що передбачав можливість мирного вирішення конфлікту. В цьому разі відхід румунських військ за річку Прут повинен був супроводжуватися швидким виходом передових частин армії на новий кордон та їхнім контролем за евакуацією румунів із Бессарабії.

### Останні приготування
Директива 
начальника політичного управління Червоної армії
 № 5285сс
 військовим радам та начальникам політуправлінь Київського особливого та Одеського військових округів 
«Про політроботу в період Бессарабської кампанії»
21 червня 1940
"У 1918 році, скориставшись громадянською війною в СРСР і інтервенцією англо-французьких імперіалістів, Румунія, як злодій, захопила в нас Бессарабію. Наші брати живуть в Бессарабії в страшній убогості й жалюгідному животінні… Прагнення бессарабського населення звільнитися від румунського гніту виявляється в масових революційних виступах і повстаннях, які впродовж усіх 22 років окупації Бессарабії жорстоко придушувалися. Так, були потоплені в крові трудящих Хотинське (1919) і Татарбунарське (1924) озброєні повстання. Бессарабські в'язниці переповнені політичними ув'язненими і селянами.…

Радянський Союз ніколи не визнавав загарбання боярською Румунією Бессарабії….

5 березня 1918 Румунське королівство за Ясським мирним договором із Радянською Росією обіцяла в 2-місячний термін очистити Бессарабію від своїх військ і повернути її нашій Батьківщині. Цей договір Румунія, за підтримки Англії і Франції, не виконала. Настав час вирвати зі злодійських рук боярської Румунії нашу землю, визволити з румунського полону наших братів і громадян. Украдена Бессарабія має бути й буде повернена в лоно своєї Матері-Батьківщини — Союзу Радянських Соціалістичних Республік. Ми йдемо звільняти наших єдинокровних братів українців, росіян і молдован з-під гніту боярської Румунії й рятувати їх від загрози розорення й вимирання. Визволяючи радянську Бессарабію з-під ярма румунських капіталістів і поміщиків, ми захищаємо й зміцнюємо наші південні і південно-західні кордони. 
(Зробити це увечері напередодні виступу)…""
10 червня війська фронту були приведені в бойову готовність і з 11 червня під виглядом навчань почали зосередження у визначених районах, яке повинне були завершити до 24 червня. Проте, з ряду причин технічного характеру, зривів у планах транспортних перевезень, слабкої навченості приписного складу, який прибув на доукомплектування частин і підрозділів, війська не встигли зосередитися до визначеного часу та завершили розгортання лише до 27 червня.
Війська 12-ї армії, розміщені в Передкарпатті, були розгорнуті на південний схід. Штаб армії передислокувався із Станіслава до Коломиї, де йому були підпорядковані 8-й, 13-й, 15-й, 17-й стрілецькі корпуси і армійська кавгрупа (командувач генерал-лейтенант Я. Т. Черевиченко) у складі 2-го і 4-го кавкорпусів.
Частина військ 5-ї армії, розгорнутої на Волині, була перепідпорядкована 6-й і 12-й арміям. Штаб 5-ї армії був перекинутий з Луцька в Дунаївці, де він прийняв під своє командування 36-й і 49-й стрілецькі корпуси. З військ ОДВО, поповнених за рахунок з'єднань та частин КОВО, ХВО і ПвКВО, була розгорнута 9-та армія (штаб в Гроссулово — нині Велика Михайлівка) у складі 7-го, 35-го, 37-го, 55-го стрілецьких і 5-го кавалерійського корпусів. Частина військ перекидалася залізницею, частина — пішим порядком. Причому певні труднощі виникли під час залізничних перевезень військ, через відсутність чіткого плану перевезень. Замість необхідних 709 ешелонів війська отримали приблизно на третину менше. Але, попри всі ці труднощі, на початок операції всі війська були підтягнуті й розгорнуті відповідно до плану проведення операції.
За розвідувальними даними КОВО, Румунія також готувалася до воєнних дій, проте оборонних. Упродовж червня 1940 року на її кордонах було розгорнуто інтенсивні роботи зі спорудження польових і довготривалих укріплень; шосейні дороги перекопувалися й барикадувалися, завалювалися надовбами; уздовж шосе паралельно будувалися ескарпи, рилися окопи та протитанкові рови; шосейні й залізничні мости заміновувалися. Наказом Генштабу Румунської армії від 8 червня 1940 р. було призначено 30-денний збір усіх офіцерів і солдатів резерву, які мали в 24 години з'явитися до частин їхньої приписки.

#### Морально-психологічна підготовка військової операції
21 червня 1940 року начальник Політуправління Червоної армії армійський комісар 1-го рангу Л. З. Мехліс надіслав Військовим радам і начальникам Політуправлінь КОВО і ОДВО директиву № 5285сс про політроботу в ході спланованої Бессарабської кампанії, в якій відповідним чином роз'яснювалися дії СРСР.
Також були передбачені заходи з проведення роботи серед військ противника, основною метою якої ставилося «швидко розкласти його армію, деморалізувати тил і, таким чином, допомогти командуванню Червоної Армії в найкоротший строк і з найменшими жертвами добитися повної перемоги». Завданнями ставилося: пропагувати перехід солдатів на радянський бік і антивоєнні настрої в армії противника; широко пропагувати кожен факт поразки румунських військ; показувати «щасливе й радісне життя» робітників і селян в СРСР; загалом вести радянську пропаганду по одурманюванню людей.
Політробота згідно з цією директивою, отриманої у військах 25 червня, призвела не лише до «правильного» розуміння особовим складом ідеї визвольного походу, але й породила сплеск негативних настроїв. Як доносили спецоргани, в армії все частіше лунали критичні оцінки радянської зовнішньої політики, висловлювались сумніви щодо доцільності та справедливості ведення воєнних дій. "Політика СРСР лише на словах мирна, а в дійсності загарбницька, — зазначав з цього приводу червоноармієць 791-го полку Родіонов. — Нав'язали війну Польщі, Фінляндії, а тепер Румунії. Нас женуть на м'ясо. Також серед радянських солдатів поширювалися чутки, що «у нас лише говорять проти війни, а самі воюють, внаслідок чого вже загинуло до 200 тис. осіб і ще готуємо війну, щоб убивати людей — це злочинно». «Поїдемо не додому, а в Румунію, — зітхав один із молодших командирів 138-ї стрілецької дивізії. — Там вже починається війна. Нашому Радянському Союзу все замало, все хоче воювати. І без того вже багато побили білофіни. Наше вище керівництво народ не жаліє, у нас народ зайвий». «Нас женуть на Південний фронт воювати з Румунією, визволяти народ Бессарабії, — ділилися своїми думками бійці, — а вийде як з народами Західної України і Білорусі: носили хромові чоботи, а тепер личаки». Показово, що напередодні румунської кампанії у військах КОВО стали зростати випадки дезертирства червоноармійців та ухиляння від військової служби. Так, лише у військах 12-ї армії з 11 по 28 червня було затримано 138 дезертирів, 71 з яких був засуджений (у тому числі 5 — до розстрілу).

#### Угруповання військ Південного фронту (станом на27 червня1940року)
Угруповання військ Південного фронту (станом на 27 червня 1940 року)
| Південний фронт (ген.арм. Жуков Г. К.)            | Склад угруповання         | Склад угруповання                   | Склад угруповання           |
| Південний фронт (ген.арм. Жуков Г. К.)            | Корпуси                   | Дивізії                             | Бригади                     |
| у складі фронту (безпосереднього підпорядкування) |                           | 8-ма, 17-та, 86-та, 100-та сд       | 201-ша, 204-та, 214-та пдбр |
| 12 А (ген.-м-р П. О. Парусинов)                   | 8-й ск                    | 72-га, 124-та, 146-та сд            | 10-та, 26-та тбр            |
| 12 А (ген.-м-р П. О. Парусинов)                   | 13-й ск                   | 60-та, 62-га, 139-та сд, 192-га гсд | 24-та тбр                   |
| 12 А (ген.-м-р П. О. Парусинов)                   | 2-й кавалерійський корпус | 3-тя, 5-та кд                       | 5-та тбр                    |
| 12 А (ген.-м-р П. О. Парусинов)                   | 4-й кавалерійський корпус | 16-та, 34-та кд                     | 23-тя тбр                   |
| 12 А (ген.-м-р П. О. Парусинов)                   | 17-й стрілецький корпус   | 58-ма, 131-ша сд, 81-ша мсд         | 13-та тбр                   |
| 12 А (ген.-м-р П. О. Парусинов)                   | 15-й ск                   | 7-ма, 141-ша сд                     | 38-ма тбр                   |
| 5 А (ген.-л-т В. П. Герасименко)                  | 49-й стрілецький корпус   | 44-та, 80-та, 135-та сд             | 36-та тбр                   |
| 5 А (ген.-л-т В. П. Герасименко)                  | 36-й ск                   | 130-та, 169-та сд                   | 49-та тбр                   |
| 9 А (ген.-л-т І. В. Болдін)                       |                           | 140-ва сд                           |                             |
| 9 А (ген.-л-т І. В. Болдін)                       | 35-й ск                   | 25-та, 173-тя, 95-та сд             |                             |
| 9 А (ген.-л-т І. В. Болдін)                       | 37-й ск                   | 30-та, 147-ма, 176-та сд            |                             |
| 9 А (ген.-л-т І. В. Болдін)                       | 5-й кавалерійський корпус | 9-та, 32-га кд                      | 4-та тбр                    |
| 9 А (ген.-л-т І. В. Болдін)                       | 7-й стрілецький корпус    | 51-ша, 74-та сд, 15-та мд           | 14-та тбр                   |
| 9 А (ген.-л-т І. В. Болдін)                       | 55-й ск                   | 116-та, 150-та, 164-та сд           |                             |

Примітка: До складу військ Південного фронту входили 32 стрілецькі, 2 мотострілецькі, 6 кавалерійські дивізії, 11 танкових і 3 повітрянодесантних бригади, 14 корпусних артполків, 16 артполків РГК і 4 артдивізіони великої потужності. Загальна чисельність угрупування становила до 460 тис. осіб, до 12 тис. гармат і мінометів, близько 3 тис. танків. Угрупування ВПС фронту об'єднувало: 21 винищувальний, 12 середньобомбардувальних, 4 далекобомбардувальних, 4 легкобомбардувальних, 4 важкобомбардувальних авіаполків і за станом на 24 червня налічувала 2 160 літаків.

### Входження радянських військ у Бессарабію

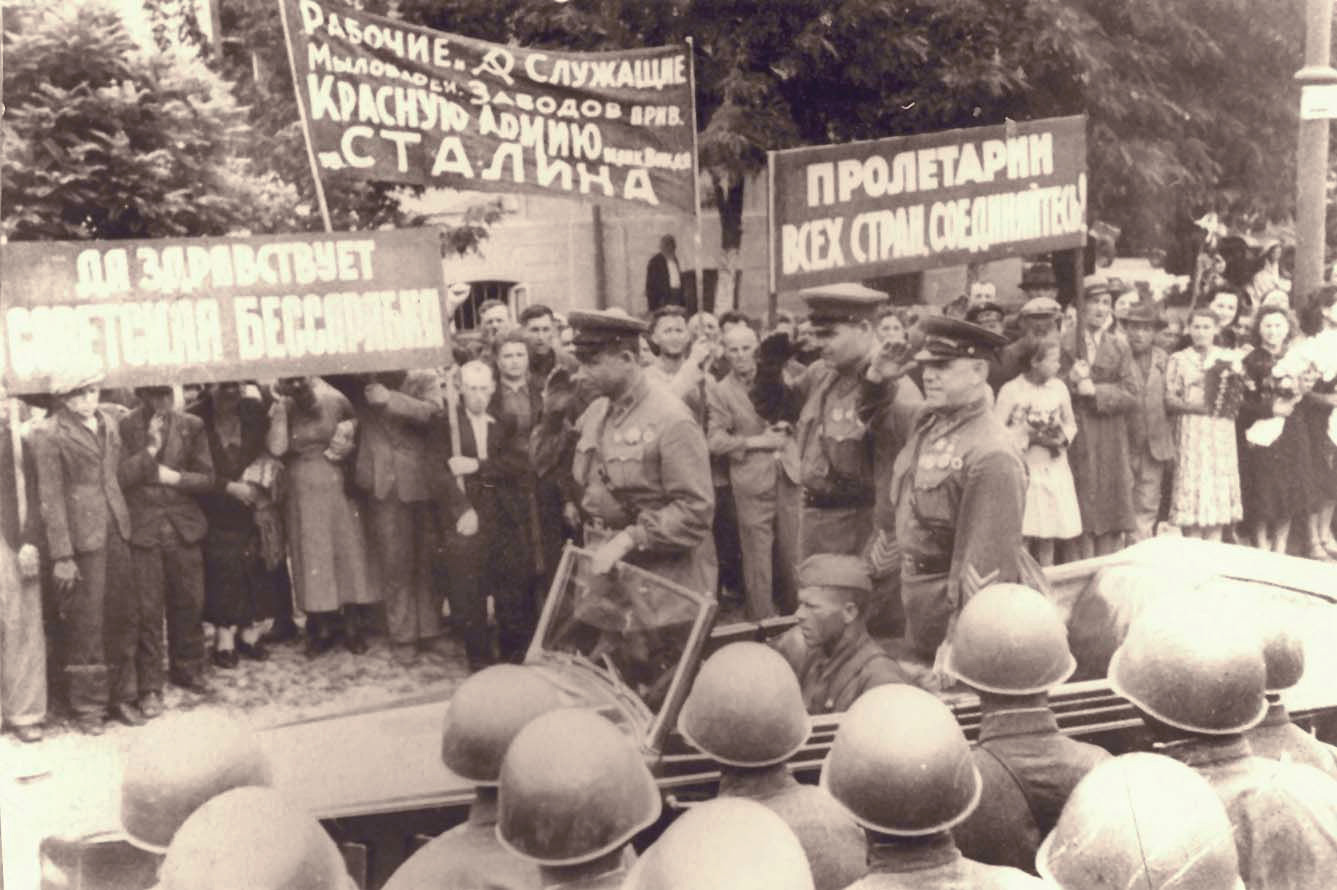
Радянський військовий парад у Кишинєві. 1940

У зв'язку з тим, що радянсько-румунський конфлікт був вирішений мирним шляхом, війська Південного фронту отримали наказ провести операцію за другим варіантом плану дій. До Бессарабії та Північної Буковини вводилася лише обмежена частина військ, що були зосереджені: від 12-ї армії — 4-й кавкорпус з 23-ю танковою бригадою, 2-й кавкорпус з 5-ю танковою бригадою (1-й ешелон), 60-та, 58-ма, 131-ша стрілецькі й 192-га гірськострілецька дивізії (2-й ешелон).
Від 5-ї армії — 36-та, 49-та танкові бригади (1-й ешелон), 80-та, 169-та стрілецькі дивізії (2-й ешелон).
Від 9-ї армії — 5-й кавкорпус, 4-та танкова бригада, 15-та моторизована дивізія (1-й ешелон), 95-та, 25-та, 74-та, 140-ва стрілецькі дивізії (2-й ешелон). Крім цього, передбачалося застосування 201-ї та 204-ї повітрянодесантних бригад фронтового підпорядкування. Решта військ залишалися на старому кордоні в повній бойовій готовності.
О 14.00 28 червня 1940 війська Південного фронту перейшли старий кордон і того ж дня зайняли Чернівці, Хотин, Бєльці, Кишинів і Аккерман. Радянські війська просувалися практично услід за ар'єргардами румунських військ, а рухомі загони з'єднань обігнали їх і раніше них вийшли до річки Прут. Форсування військами 9-ї армії нижньої течії Дністра зайняло надто багато часу, оскільки понтонери виявилися погано навченими.
29 червня війська перших ешелонів вийшли на річку Прут, де зайняли переправи і встановили порядок огляду румунських частин, що відходили, з метою вилучення захопленого в місцевого населення майна.
Того ж дня у Кишиневі відбувся мітинг, у якому брало участь близько 100 тисяч жителів міста й сусідніх сіл. На ньому виступали перший секретар ЦК КП(б)У М. Хрущов, маршал С. Тимошенко і голова бессарабського ВРК С. Д. Бурлаченко, що прибули особисто підтримати ентузіазм населення у зв'язку з приходом Червоної Армії.
Місцеве населення краю, більшість якого складали національні меншини, які потерпали від соціального й національного гніту, в цілому радо зустрічало Червону армію. Мешканці ганили румунську армію, скаржилися на владу за її соціальну і національну політику, висловлювали подив і захоплення від вигляду потужної радянської військової техніки та «демократичного поводження радянських командирів», з якими можна було вільно спілкуватися на відміну від «пихатих» румунських офіцерів.
Повсюдно мешканці міст і сіл допомагали розбирати чисельні завали на дорогах, що їх залишила румунська армія. Населення Бендер вийшло розтягувати шпали, щоб звільнити шлях для радянських танків. На підході до Чернівців радянську частину зустріла колона молоді, озброєна заступами й кирками, яка йшла розчищати дорогу частинам РСЧА. Саме місто вітало червоноармійців червоними прапорами, а також маленькими прапорцями, зробленими з жіночих хусток. Своєю чергою, червоноармійці також виявляли свою прихильність населенню: возили бессарабців і буковинців на броні танків, «давали постріляти» зі зброї тощо.
«Радіння і захоплення нових громадян Радянського Союзу буквально не піддається опису», — повідомлялося в одному з військових документів. — Скрізь чулися вигуки: «Хай живе Червона армія! Хай живе Країна Рад!» Повсюди і скрізь звучала російська і українська мови. Це населення вільної Радянської Бессарабії поздоровляло один одного рідною мовою, тією мовою, за яку ще вчора румунські бояри жорстоко карали".
Однак із приходом НКВС ситуація змінилася: на місцях проводилися екзекуції політично активних й національно свідомих представників місцевого населення. Потім людей почали цілими сім'ями, інколи й селами вивозити у Сибір, що для багатьох означало смерть, як не в дорозі, то на новому місці без засобів для існування. Особливо розмаху ця практика радянської влади набула перед нападом гітлерівської Німеччини на сталінський СРСР. Тих, кого не встигали вивезти, НКВС таємно розстрілював на місцях у надії звинуватити потім у цьому німців.
До кінця операції радянські війська повністю заволоділи територією Бессарабії та Буковини, а також без жодних пояснень захопили територію Герцаївського району, який, до речі, не входив до складу обох регіонів та історично належав до так званого Старого Королівства Румунії, корінне населення якого в переважній більшості було румунського походження (понад 90 %).

#### Бессарабська повітряно-десантна операція
Затримка із просуванням військ у південно-західні райони Бессарабії й дані про мародерство румунських частин, що евакуювалися, призвели до того, що було вирішено висадити повітряні десанти в південній частині Бессарабії.
Вранці 29 червня командир 204-ї пдбр полковник І. І. Губаревич отримав наказ на десантування. Через декілька годин після отримання наказу 1 372 десантники 204-ї повітрянодесантної бригади почали десантування за 12 км північніше Болграда. До кінця дня місто повністю контролювалося десантниками. Наступного дня 1-й батальйон бригади узяв під контроль місто Кагул і порт на Дунаї — Рені.
О 4.55 ранку 30 червня був відданий наказ про перекидання до Ізмаїла частин 201-ї повітрянодесантної бригади, і в 9.35-12.15 44 літаки ТБ-3 з 809 десантниками на борту узяли курс на визначену ціль. Спочатку передбачалося, що літаки приземляться на аеродромі Ізмаїла, але виявилось, що аеродром замалий для настільки великих літаків, і після посадки 12 ТБ-3 було прийняте рішення решту десанту викинути на парашутах. Усього посадковим способом було висаджено 240 і парашутним — 509 осіб, а з трьох літаків десантування не було проведене. До вечора десантники зайняли Ізмаїл і організували охорону кордону.
У ході проведення десантної операції загинули 3 військовослужбовці, 7 — отримали переломи, та 25 — дістали легких травм. На думку командування Південного фронту, десанти «повністю себе виправдали й змусили румунські частини зважати на угоду.»
Разом з цим, незважаючи на високу оцінку дій десантників, безпосереднє командування повітрянодесантних бригад було налаштоване дуже критично щодо результатів проведеної операції. Як повідомляв в своєму донесенні від 19 липня 1940 Військовій Раді КОВО і Управлінню бойової підготовки РСЧА командир 204-ї бригади полковник І. І. Губаревич, 28 червня 1940 бригада була приведена в стан бойової готовності і о 20.00 через командира 29-ї важкобомбардувальної авіабригади отримала бойове завдання, тому що штаб фронту всю підготовку повітрянодесантної операції передоручив штабу ВПС.
З 4.00 29 червня особовий склад бригади був виведений до літаків і перебував там до відльоту, маючи на собі один боєкомплект набоїв та дві добові норми м'ясоовочевих консервів, концентратів і сухарів. Підготовка операції командуванням ВПС фактично не здійснювалася: не була проведена розвідка районів викидання, була відсутня організація зв'язку, а підготовка льотних екіпажів авіаполків до десантування виявилася настільки низькою, що це призвело до розсіяння десанту на великій площі.

Радянські десантники в літаку

О 8.00-9.30 був проведений виліт 99 літаків ТБ-3 з аеродромів зльоту у вихідному районі для десантування навколо Києва; у 12.30-14.30 проведене десантування за 12 км північніше Болграду. Повністю бригада зосередилася до 16.30, але ще до цього два батальйони були відправлені на Болград і на станцію Троянів вал, які вони зайняли до 18.30. О 18.15 був отриманий наказ командувача Південного фронту генерала Жукова Г. К. про зайняття міст Рені і Кагул, що розташовані на відстані 40-50 км від місць висадки десанту. У ніч на 30 червня рота десантників на захоплених автомашинах зайняла Рені, де сталася стрілянина з румунами.
Рано вранці 1 липня був зайнятий Кагул. Поява десантників припинила грабіж населення румунськими солдатами. До 4 липня підійшли частини 25-ї стрілецької дивізії. 204-та бригада була відведена до Болграда, звідти залізницею перекинута до Бендер, де й залишалася до 16 липня.
Начальник Управління бойової підготовки Червоної армії генерал-лейтенант В. М. Курдюмов, докладаючи 24 липня 1940 наркомові оборони про підсумки повітрянодесантної операції в Бессарабії, відзначив, що вона була «виконана виключно погано», оскільки була «відсутня будь-яка підготовка до операції».
Далі він рапортував: «Десантування 204-ї бригади 29 червня було здійснене із запізненням на 1 годину 30 хвилин через невчасну віддачу наказу на виліт. Зліт 201-ї бригади замість 9.00 був розпочатий о 14.00 30 червня з тієї ж причини, а також через незабезпеченість бензозаправниками аеродрому Скоморохи. Перекидання десанту повітрям проводилося за умовами мирного часу — без прикриття бойовою авіацією й попередньої розвідки району викидання (висадки). Шикування бойових порядків і висоти польоту транспортної авіації не дотримувалися. Політ десанту проходив удень, в умовах найбільшої бовтанки в повітрі, звідси лише в одній 204-й бригаді було повернено на аеродроми зльоту 50 осіб, що виявилися не в змозі стрибати (вколисало).
Викидання проводилося неорганізовано, з різних висот і дуже розтягнуто за часом. У результаті цього підрозділи бригади були розкидані на площі 10×10 км, а збір після приземлення здійснювався протягом двох годин, що для бойової обстанови неприпустимо.
Повітряні бригади викидалися й висаджувалися, не маючи ніяких завдань і вказівок про характер подальших дій. Пункти викидання командуванню десантних бригад стали відомі лише від командирів льотних частин. Штаб фронту ніякого управління бригадами не здійснював, і лише через 5 годин після викидання в 204-ту бригаду прибув представник фронту з вельми загальним розпорядженням про зайняття нових пунктів, але знову ж таки без визначення завдання про характер наступних дій бригади.
При застосуванні бригад не враховувався ступінь їхньої підготовленості. Так, 204-та бригада, що мала 42,2 % особового складу, котрі прибули в бригаду в червні місяці, та поспішно здійснили 1—3 тренувальні стрибки, була скинута на парашутах у складних умовах при швидкості вітру 8-9 м/с. У той таки час, найбільш підготовлена для парашутного десантування 214-та бригада не була застосована взагалі. Час на підготовку до операції від моменту отримання розпорядження і до зльоту обчислювалося 4 годинами, та й справді, за рахунок позбавлення особового складу бригади необхідного відпочинку. Поповнення викинутих бригад вогнеприпасами і продовольством повітрям, а також евакуація поранених і хворих передбачена не була. Після багатьох запитів лише 5 липня (опісля п'ять днів) у розташування 204-ї бригади прибув санітарний літак. Перераховані недоліки в бойовій обстанові неминуче призвели б до провалу повітрянодесантної операції і до марної загибелі людей і літаків».

Румунське королівство та Молдавська РСР за станом на 1 січня 1941

## Наслідки операції

### Військово-стратегічне значення операції
Передача Румунією Бессарабії та Буковини СРСР мала велике значення як для цих двох держав, так і для сучасних Молдови і України. У результаті проведення операції була зайнята територія площею 50 762 км², на якій мешкало 3 776 000 осіб. Румунія втратила 17 % (з 295 649 км²) своєї території та 18,9 % (з 19,9 млн) населення.
До вечору 1 липня новий кордон був повністю зайнятий радянськими військами, а з 14.00 3 липня кордон був закритий, і румунські військовослужбовці, що не встигли переправитися були роззброєні й затримані. З 5 липня 1940 війська були переведені в стан постійної бойової готовності, і з 8 липня почалося їх розосередження по пунктах постійної дислокації.
7 липня було розформовано управління Південного фронту, а 10 липня — управління 9-ї армії.
У цілому ж, як і в попередніх кампаніях, аналіз діяльності Червоної армії під час Прутського походу був невтішним. Радянські військові документи повідомляли про чисельні негаразди, які пояснювалися «поганою роботою командирів і комісарів». Порушувалися графіки перевезення військ, несвоєчасно відбувалися переправи, які рідко обходилися без «ЧП». «Не зважаючи на те, що ніхто не заважав ані з суші, ані з повітря з роботою з утворення переправ, окремі частини армії не впоралися, — писав у своєму повідомленні начальник політуправління 9-ї армії Тевченков, — ставалися розриви понтонних мостів, топилися червоноармійці й техніка. Тільки в перший день походу під час переправи через Дністер частин 9-ї армії перевернувся човен, внаслідок чого з 30 бійців 16 загинуло. 29-го червня затонули два танки і амфібія цієї ж армії». Отож, якби довелося діяти в бойових умовах, втрати були б значно більшими.
Загалом, незважаючи на відсутність бойових дій, у ході походу мали місце факти дрібних сутичок румунських і радянських військ, втрати Червоної Армії в яких, а також від нещасних випадків, за період з 11 червня по 6 липня 1940, за неповними даними, склали 119 військовослужбовців (вбито — 29, у тому числі — самогубств — 12, потонуло — 3; поранені — 69, скалічені — 6).
У ході Бессарабської кампанії радянські війська захопили значні трофеї. До 14 липня 1940 вони налічували:
- 52 796 рушниць і карабінів,
- 4480 пістолетів,
- 1 автомат,
- 1 071 ручних кулеметів,
- 326 станкових кулеметів,
- 149 малокаліберних рушниць,
- 1 080 мисливських рушниць,
- 40 мінометів,
- 6 зенітних кулеметів,
- 258 гармат,
- 14 296 183 набої,
- 54 309 гранат,
- 1 512 протитанкових мін,
- 16 907 мінометних мін,
- 79 320 снарядів,
- 15 вантажних автомашин,
- 38 легкових автомашин,
- 2 автобуси,
- 3 трактори,
- 4 мотоцикли з коляскою,
- 17 велосипедів,
- 125 телефонних апаратів,
- 1 радіоустановка,
- 117,5 км телефонного кабелю,
- 21 064 протигази,
- 545,2 тонни паливно-мастильних матеріалів, а також санітарне, інженерне, обозно-речове майно;
- 141 паровоз,
- 1 866 критих вагонів,
- 325 напіввагонів,
- 45 платформ,
- 19 цистерн,
- 31 класний вагон,
- 2 багажних вагони,
- 10 137,8 тонни продфуражу,
- 36 бочок олії,
- 98 600 банок та 40 ящиків консервів,
- 3,5 вагони вина,
- 103 вагони сіна,
- 1 176 коней,
- 60 голів великої рогатої худоби,
- 220 овець,
- 70 поросят [51].

Водночас, урегулювання спірних радянсько-румунських питань через передачу потрібних СРСР територій справа не завершилася. Вже з 29 червня 1940 в Одесі розпочала роботу спільна радянсько-румунська урядова комісія з розв'язання питань і організації евакуації румунських військ і установ з Бессарабії та північної частини Буковини (з радянського боку голова генерал-лейтенант Д. Т. Козлов, з румунської — дивізійний генерал А. Алдя). Радянська сторона вимагала, щоб Румунія повернула викрадений пересувний склад залізниць і передала технічну й картографічну документацію нових радянських територій. 31 липня 1940 було підписано радянсько-румунську угоду про передачу СРСР до 25 серпня 175 паротягів і 4 375 вагонів. З іншого боку, СРСР категорично відмовився розглядати контрпретензії Румунії з військового майна, залишеного в Бессарабії, заявивши румунській делегації, що це майно нібито розкрали дезертири. Проте, пізніше велика частина військових трофеїв Червоної Армії була повернена Румунії.

### Переселення й депортації в СРСР
Навесні та на початку літа 1941 року з територій, що ввійшли до складу СРСР, почалася депортація «небажаних елементів». У Молдові (із Чернівецькою й Аккерманською областями УРСР) депортації почалися в ніч з 12 на 13 червня 1941. Загальна оцінка числа засланих із Молдови з усіх регіонів становить 25 711 осіб у 29 ешелонах. Сумарне число «вилучених» обох категорій приводиться в доповідній записці заступника наркома держбезпеки СРСР Б. З. Кобулова Сталіну, Молотову і Берії від 14 червня 1941 року і становить 29 839 осіб.
Взагалі депортація місцевого населення проводилася як у 1940—1941, так і після повернення окупованих земель у 1944—1950 роках, а також були факти депортації в 1950—1956 роках. Сталінські репресії проводилися поза розгляданням належності до етнічних груп: румунів, українців, росіян, євреїв, болгар, молдован, гагаузів. Так, за даними румунського дослідника Александру Усатіук-Булгар, крім депортованих 29 839 людей до Сибіру 13 червня 1940, також масові вилучення проводилися 6 липня 1949 (операція «Південь») — 35 796 та 1 квітня 1951 (операція «Північ») — 2 617.
У цілому лише за перший неповний рік радянської влади було заарештовано або депортовано 86 604 людини.
Після окупації радянськими військами визначених земель, близько 82 000 бессарабських німців та 40 000—45 000 німців Буковини було репатрійовано до Німеччини відповідно до попередніх домовленостей із Гітлером.

### Порушення прав бессарабців у Румунії
Багато жителів краю під час приєднання до СРСР перебували в Румунії та інших країнах, куди вони виїхали, зокрема, у пошуках роботи. Багато хто намагався повернутися на батьківщину, проте румунська влада частенько перешкоджала цьому. Поверталися й ті бессарабці, що служили в румунській армії, які найчастіше просто бігли з неї. Так, 30 червня в Галаці під час зіткнення з урядовими військами було вбито 600 бессарабців і безліч поранено. В Яссах представники влади протримали 5 тисяч бессарабців, що поверталися, замкнутими в будівлі вокзалу без їжі й води, а потім завантажили у вагони й відправили з міста. За даними НКВС на 26 липня 1940 149 974 жителі Бессарабії повернулися додому з Румунії.

### Історичне значення операції
2 серпня 1940 року, буквально через місяць після закінчення операції, на території Бессарабії, з приєднанням до неї більшої частини Молдавської Автономної Соціалістичної Республіки була проголошена Молдавська Радянська Соціалістична Республіка, що ввійшла на правах 16-ї союзної республіки до складу СРСР. Північна Буковина, Герцаївський район, велика частина Хотинського повіту, Ізмаїльський і Аккерманський повіти увійшли до складу України.
У рамках Паризької мирної конференції 1947 року, Румунія й Радянський Союз підписали мирний договір, у якому, зокрема, було оголошено про взаємне визнання радянсько-румунського кордону встановленого угодою 28 червня 1940 року, що юридично закріпила за СРСР Бессарабію, Північну Буковину й район Герца.
До 1991 року в складі СРСР Бессарабія була поділена між УРСР і МРСР. Після розпаду СРСР ця територія, таким чином, виявилася розділеною між незалежними Україною й Молдовою.

Територіальні втрати Румунії протягом липня — вересня 1940

Трансністрія в складі Румунського королівства часів Другої світової війни

### Наслідки для Румунії
Через три дні після анексії Бессарабії та Буковини Румунське королівство розірвала угоду про співпрацю з англо-французькою коаліцією. Новий уряд Іона Джигурту, прийнявши 5 липня 1940 присягу, вже 11 липня вийшов з Ліги Націй, а через 2 дні проголосив про свій намір приєднається до країн Осі. Проте, не зважаючи на всі зроблені новим урядом намагання продемонструвати свою готовність рухатись новим курсом, який задовольнятиме Гітлера, аж до організації переслідування євреїв на всій території Румунії, це однак, не врятувало її від нових територіальних втрат. 30 серпня за умовами Другого Віденського арбітражу Північна Трансільванія під тиском Німеччини була передана до складу Угорщини, а 7 вересня, відповідно до умов Крайовського мирного договору, Болгарія отримала від Румунії південну Добруджу.
Таким чином, протягом ледве більш 2-х місяців країна втратила понад 100 000 км² власної території (Бессарабія — 44 000 км², Північна Буковина і район Герца 6 304 км², Північна Трансільванія — 43 104 км², Південна Добруджа — 7 565 км²).
Результати такої зовнішньої політики призвели до масових заворушень по всій Румунії. Румунський король Кароль II, під тиском панівних кіл був вимушений 5 вересня 1940 призначити міністра оборони країни, генерала Антонеску, главою «національного легіонерського уряду», до складу якого ввійшли не лише військові прибічники Антонеску, але й представники фашистського руху «Залізна гвардія», заснованого Корнеліу Кодряну. Наступного дня Антонеску зажадав від Кароля II зректися престолу на користь сина Міхая I.
Гітлер скористався усіма трьома кризами для посилення впливу Німеччини в Румунії. Уже в жовтні 1940 в Плоєшті для охорони нафтових розробок були направлені частини 13-ї мотопіхотної і 16-ї танкової німецьких дивізій. Усього в період із жовтня 1940 по червень 1941 на території Румунії було зосереджено 550 000 тисяч німецьких військ.
23 листопада 1940 Антонеску підписав протокол про приєднання Румунії до Троїстого пакту. Таким чином, румуни, серед яких виділялася «Залізна Гвардія» на чолі з Хорія Сіма, бажаючи відновлення Румунії в межах 1939 року — «Великої Румунії» — підштовхнули Румунію в обійми Гітлера, а в ході Другої світової війни румунські війська окупували територію України між Дністром і Південним Бугом, так звану Трансністрію. Більш того, румунські війська стали одними з найпослідовніших прибічників Вермахту, беручи активну участь у бойових діях проти радянських військ в Україні, Криму, під Сталінградом та на Кавказі.